# Мистериозно пазаруване
Мистериозно пазаруване (на английски: Mystery shopping) е метод, предлаган от компании за пазарни проучвания на институции и компании, които желаят да измерят нивото на удовлетвореност на своите клиенти и качеството на предлаганите услуги. Наред с това понятие за означаване на този метод могат да се срещнат и понятия като „метод на тихия купувач“ или „тест чрез наблюдение“.
„Мистериозните купувачи“, влезли в ролята на обикновени клиенти, извършват своята специфична задача, като закупуват продукти, задават въпроси, подават жалби или провокират с поведението си служителите на проучваната компания, и на база направените наблюдения за предлаганото им обслужване, връщат обратна връзка под формата на подробни отчети, документиращи тяхното преживяване като потребители.
Анонимни мистериозни потребители проследяват реална ситуация на продажба или консултация с цел оценяване на процеса по предварително подбрани критерии. Оценяването на тези критерии се извършва извън помещенията на действие, където мистериозните купувачи изготвят индивидуални тестови доклади. Ролята на анонимните потребители и самото протичане на тестовата покупка са строго определени.
Наред с откриването на дефицити в сферата на услугите, мистериозното пазаруване намира и други не по-малко значими приложения. Примери за това са Лондонското метро, където този метод отчита резултати от натовареността на трафика с цел изчисляване на евентуална инвестиция. Като част от вътрешнофирмени обучения и възнаграждения на служителите, мистериозното пазаруване може да послужи и при мотивиране на персонала.
В резултат на покачващото се значение на качеството за потребителя, мистериозното пазаруване набира все по-голяма популярност. Междувременно става ясно, че този модел на оценяване може да бъде използван в множество отрасли: Външна и вътрешна търговия, банково и финансова сфера, сферата за бързо хранене, здравеопазването и бензиностанции. В действителност този метод може да бъде приложим навсякъде, където е застъпен т.нар. „момент на истина“ (момент, оставящ трайни следи в съзнанието на потребителя във връзка с качеството на дадената услуга).

## Етапи
Съвременната литература посочва разнообразни примери за протичането на процедурата по „мистериозно пазаруване“. Един от най-често използваните методи е този на Дреес Архив на оригинала от 2011-04-16 в Wayback Machine. и Шилер, чието действие се развива в пет последователни етапа:
- Дефиниране на проблема и определяне на целта
- Формулиране на критериите за оценяване
- Подбор и евентуална подготовка (обучение) на мистериозните купувачи
- Изготвяне на данните за оценяване
- Оценка и интерпретация на резултатите

Началният етап на метода „мистериозно пазаруване“ изисква дефиниране на основния проблем и целите, което спомага за предотвратяване на евентуални усложнения при създалата се изкуствено ситуация. За свое улеснение служителят, който извършва процедурата, си служи със специално изготвен списък, който съдържа стратегии за действие и наблюдение. Изборът на т.нар. мистериозен служител, който следва да реализира задачата, се извършва много внимателно. Подборът включва и евентуално обучение. Непосредствено след селектирането и избора на мистериозен купувач се изготвя списък с необходимите за оценяване критерии. Протичането на процеса зависи от броя на мистериозните купувачи, времетраенето и мястото на действие. Крайната фаза завършва с подробна оценка на резултатите и тяхното интерпретиране.

## Сфери на приложения
- В банковата сфера мистериозното пазаруване протича под формата на импровизирани разговори със служители (на гишета), където мистериозните агенти в ролята си на клиенти биват информирани за видовете услуги на банките.
- В социалната и обществена сфера мистериозните потребители оценяват в реални условия качеството на услугите на транспорта (продажба на билети, информация за пътната обстановка, разписание на обществения транспорт, трафика).

Мистериозните клиенти могат да бъдат полезни и в сферата на туризма, където са оценявани дори и задоволяването на особените желания на клиенти с помощта на обективни критерии (вътрешно обзавеждане, възможности за пътуване, разписание, транспортна схема и периодът на движение).

## Систематика на измерване на качеството
Икономическата литература разграничава фирмен и потребителски метод на оценяване на качеството. Докато фирменият метод тества качеството на услугите от гледна точка на мениджмънта или на служителите, потребителският метод дава оценка от страна на клиента. Последният е разпределен според Берт Хенчел на диференциран и недиференциран метод. Докато недиференцираният метод спомага за измерването на глобалото качество на услугите, при диференцирания метод се разграничават допълнително обективни и субективни измервания. При тестването на качеството на институция или фирма се взимат под внимание обективните методи от гледна точка на потребителя. За субективните измервания се използва събраната информация от отделни хора. В това подразпределение, мистериозното пазаруване спада към обективните методи на оценка.